# Stelis tobarii
Stelis tobarii är en orkidéart som beskrevs av Carlyle August Luer och Alexander Charles Hirtz. Stelis tobarii ingår i släktet Stelis och familjen orkidéer. Inga underarter finns listade i Catalogue of Life.